# Vietteacris subfusca
Vietteacris subfusca är en insektsart som beskrevs av Marius Descamps och Wintrebert 1966. Vietteacris subfusca ingår i släktet Vietteacris och familjen gräshoppor. Inga underarter finns listade i Catalogue of Life.